# Rho Boötis
Rho Boötis (25 Boötis) é uma estrela na direção da constelação de Boötes. Possui uma ascensão reta de 14h 31m 49.86s e uma declinação de +30° 22′ 16.1″. Sua magnitude aparente é igual a 3.57. Considerando sua distância de 149 anos-luz em relação à Terra, sua magnitude absoluta é igual a 0.27. Pertence à classe espectral K3III.